# Bălășești (Galați)
Bălășești è un comune della Romania di 2 562 abitanti, ubicato nel distretto di Galați, nella regione storica della Moldavia.
Il comune è formato dall'unione di 4 villaggi: Bălășești, Ciurești, Ciureștii Noi, Pupezeni.